# Чеуашу-де-Кимпіє
Чеуашу-де-Кимпіє (рум. Ceuașu de Câmpie) — село у повіті Муреш в Румунії. Адміністративний центр комуни Чеуашу-де-Кимпіє.
Село розташоване на відстані 274 км на північний захід від Бухареста, 11 км на північ від Тиргу-Муреша, 71 км на схід від Клуж-Напоки, 138 км на північний захід від Брашова.

## Населення
За даними перепису населення 2002 року у селі проживали 1456 осіб.
Національний склад населення села:
| Національність | Кількість осіб | Відсоток |
| -------------- | -------------- | -------- |
| румуни         | 643            | 44,2%    |
| угорці         | 556            | 38,2%    |
| цигани         | 255            | 17,5%    |

Рідною мовою назвали:
| Мова      | Кількість осіб | Відсоток |
| --------- | -------------- | -------- |
| угорська  | 703            | 48,3%    |
| румунська | 649            | 44,6%    |
| циганська | 103            | 7,1%     |